# Chaskel Besser
Chaskel Oswald Besser, pierwotnie Chaskiel Koszycki (ur. 12 lutego 1923 w Katowicach, zm. 9 lutego 2010 w Nowym Jorku) – polsko-amerykański rabin, po 1989 lider odbudowy życia żydowskiego w Polsce, jeden z najbardziej prominentnych przedstawicieli radomszczańskiej dynastii chasydzkiej.

## Życiorys
Urodził się w Katowicach w rodzinie chasydów, zwolenników cadyka z Radomska. Jego ojciec, Naftali, był bankierem i doradcą cadyka Szlomo Henocha Rabinowicza (1882–1942). Tuż przed wybuchem II wojny światowej wraz z rodzicami uciekł do Palestyny i zamieszkał w Tel Awiwie. Tam ożenił się i uzyskał smichę rabinacką. W 1949 przeprowadził się do Stanów Zjednoczonych. Był tam odnowicielem i liderem społeczności ortodoksyjnej; działaczem amerykańskiego Agudat Israel. Założyciel i wieloletni przewodniczący Komisji Daf Yomi. Do śmierci był rabinem kongregacji Bnei Yisroel Chaim na Manhattanie.
Po 1989 wraz z Ronaldem Lauderem był liderem i motorem odbudowy życia żydowskiego w Polsce. Jako przedstawiciel Fundacji Ronalda S. Laudera namówił rabina Michaela Schudricha do przyjazdu do Warszawy, by pomóc odtwarzającej się społeczności. Pomagał przy restauracji i odbudowie wielu synagog i cmentarzy żydowskich w Polsce. Jest bohaterem książki The Rabbi of 84th Street Warrena Kozaka.
Zmarł w Nowym Jorku. Został pochowany 10 lutego na cmentarzu Har Hamenuchot w Jerozolimie. Od 1 września 2010 jego imię nosi dom modlitwy w Katowicach.